# Ascalaphus clavicornis
Ascalaphus clavicornis is een insect uit de familie van de vlinderhaften (Ascalaphidae), die tot de orde netvleugeligen (Neuroptera) behoort. 
Ascalaphus clavicornis is voor het eerst wetenschappelijk beschreven door Lichtenstein in 1796.